# Nationaal Videogame Museum
Het Nationaal Videogame Museum is een museum in Zoetermeer.

## Collectie
Het biedt een grote collectie spelcomputers uit de loop der jaren, van retro games tot moderne arcadespellen en verschillende spelcomputers. Ook zijn er in het museum hedendaagse spellen te spelen.

## Geschiedenis
Het museum is in 2008 opgericht door Hasan Tasdemir en Pascal Rappailles en bevond zich aanvankelijk in een garagebox in Den Haag. Toen deze vestiging nagenoeg te klein werd is het meerdere malen verhuisd naar andere locaties in Den Haag. In 2008 verhuisde het museum naar Zoetermeer waar het onderdak vond in een bedrijfspand in Lansinghage. In 2017 verhuisde het museum naar winkelcentrum Stadshart waar het zijn onderkomen kreeg in het voormalige pand van V&D in de passage. In 2021 was er sprake dat het Nationaal Videogame Museum zou verdwijnen uit Zoetermeer. Dit bleek later van de baan te zijn. De gemeenteraad van Zoetermeer kende in 2023 een meerjarige subsidie toe, wat ten koste ging van het Museum De Voorde, voorheen Stadsmuseum Zoetermeer, dat daardoor in januari 2024 moest sluiten.
Wel verhuisde het museum in 2024 naar een tijdelijk onderkomen in het voormalige ABN AMRO-pand aan de Luxemburglaan. Uiteindelijk zal het museum de vestiging van voorheen Museum De Voorde aan het Stadhuisplein krijgen.